# Runas de la SS por Pertenencia a la Policía del Orden
Las Runas de las SS por Pertenencia a la Policía del Orden era una insignia que llevaban los miembros de la Policía del Orden o Ordnungspolizei (OrPo) de la Alemania nazi que también eran miembros de pleno derecho de las Schutzstaffel (SS). La insignia se colocaba en el bolsillo inferior izquierdo de la chaqueta y aparecía como dos runas Sowilo blancas, el símbolo de las SS.
Las Runas por Pertenencia a las SS fueron el primer paso en una fusión de la Policía del Orden y las SS, con Kurt Daluege y Heinrich Himmler acordando una fusión total de las SS y la Policía en Alemania. Este proceso se llevó un paso más allá en 1942, cuando a todos los Generales de la Policía de la OrPo se les otorgó un rango SS equivalente y comenzaron a usar una insignia de las SS-Polizei modificada.